# Oberhoffen-lès-Wissembourg
Oberhoffen-lès-Wissembourg è un comune francese di 332 abitanti situato nel dipartimento del Basso Reno nella regione del Grand Est.

## Società

### Evoluzione demografica
Abitanti censiti